# Coupe de la confédération 2004
Navigation
Édition suivante
La Coupe de la confédération 2004 est la toute première édition de la Coupe de la confédération, la nouvelle compétition mise en place par la CAF, à la suite de la fusion de la Coupe des Coupes et la Coupe de la CAF. Les meilleures équipes non qualifiées pour la Ligue des champions de la CAF et les vainqueurs des coupes nationales participent à cette compétition.
Cette édition voit le sacre du club de Hearts of Oak du Ghana qui bat une autre équipe ghanéenne, Asante Kotoko après une finale très disputée et finalement conclue par une séance de tirs au but à Kumasi. C'est le premier succès en Coupe de la confédération pour le club, qui a déjà été sacré en Ligue des champions de la CAF en 2000.

## Tour préliminaire
| Équipe 1                       | Résultat | Équipe 2                        | Aller | Retour |
| ------------------------------ | -------- | ------------------------------- | ----- | ------ |
| Stade tunisien                 | 6 - 3    | ASC Thiès                       | 6 - 0 | 0 - 3  |
| forfait Olympic Real de Bangui | -        | Atlético Petróleos do Huambo    | -     | -      |
| Saint-Louis FC                 | 2 - 6    | Leopards de Transfoot           | 2 - 2 | 0 - 4  |
| Clube Ferroviário de Nampula   | 1 - 6    | Wits University FC              | 1 - 2 | 0 - 4  |
| Kiyovu Sports Association      | 1 - 3    | USM Libreville                  | 0 - 1 | 1 - 2  |
| Chemelil Sugar                 | 1 - 4    | Mtibwa Sugar                    | 0 - 2 | 1 - 2  |
| Savanne SC                     | 0 - 3    | Dynamos FC                      | 0 - 0 | 0 - 3  |
| Al Merreikh Omdurman           | 1 - 2    | Green Buffaloes                 | 1 - 0 | 0 - 2  |
| Express FC                     | 2 - 1    | Ethiopian Bunna                 | 2 - 1 | 0 - 0  |
| Diables Noirs de Brazzaville   | 2 - 2e   | Deportivo Mongomo               | 2 - 2 | 0 - 0  |
| Etoile Filante Ouagadougou     | 2 - 0    | Dynamic Togolais                | 2 - 0 | 0 - 0  |
| Mogas 90                       | 1 - 5    | Al Nasr Benghazi                | 1 - 0 | 0 - 5  |
| ASC Entente                    | 0 - 4    | Étoile de Guinée                | 0 - 2 | 0 - 2  |
| Djoliba AC                     | 2 - 3    | Wallidan FC                     | 1 - 0 | 1 - 3  |
| CO Bouaflé                     | 3 - 3e   | Olympic Football Club de Niamey | 3 - 2 | 0 - 1  |

## Premier tour
| Équipe 1                     | Résultat | Équipe 2                        | Aller | Retour |
| ---------------------------- | -------- | ------------------------------- | ----- | ------ |
| Inter Luanda                 | 2 - 4    | AS Douanes                      | 1 - 2 | 1 - 2  |
| PWD Bamenda                  | 2e - 2   | TP Mazembe                      | 1 - 0 | 1 - 2  |
| Ismaily SC                   | 2 - 3    | Stade tunisien                  | 2 - 1 | 0 - 2  |
| Atlético Petróleos do Huambo | 2 - 5    | Liberty Professionals           | 1 - 0 | 1 - 5  |
| Léopards de Transfoot        | 3e - 3   | Wits University FC              | 1 - 1 | 2 - 2  |
| USM Libreville               | 3 - 3e   | Sable de Batié                  | 2 - 2 | 1 - 1  |
| Mtibwa Sugar                 | 0 - 3    | Santos Cape Town                | 0 - 3 | -      |
| Dynamos FC Harare            | 0 - 5    | King Faisal Babies              | 0 - 1 | 0 - 4  |
| Green Buffaloes              | 7 - 3    | DC Motema Pembe                 | 6 - 1 | 1 - 2  |
| Express FC                   | 1 - 4    | Lobi Stars FC                   | 1 - 1 | 0 - 3  |
| Deportivo Mongomo            | 1 - 3    | Stella Club d'Adjamé            | 1 - 1 | 0 - 2  |
| Etoile Filante Ouagadougou   | 0 - 1    | Wydad AC                        | 0 - 1 | 0 - 0  |
| Al Nasr Benghazi             | 1 - 4    | Enugu Rangers                   | 1 - 0 | 0 - 4  |
| Étoile de Guinée             | 2e - 2   | CR Belouizdad                   | 1 - 0 | 1 - 2  |
| Wallidan FC                  | 2 - 4    | Club Africain                   | 2 - 1 | 0 - 3  |
| AS FAR                       | 6 - 2    | Olympic Football Club de Niamey | 3 - 0 | 3 - 2  |

## Huitièmes de finale
| Équipe 1              | Résultat | Équipe 2              | Aller | Retour |
| --------------------- | -------- | --------------------- | ----- | ------ |
| PWD Bamenda           | 2 - 5    | AS Douanes            | 2 - 2 | 0 - 3  |
| Liberty Professionals | 4 - 3    | Stade tunisien        | 3 - 2 | 1 - 1  |
| Sable de Batié        | 6 - 2    | Léopards de Transfoot | 4 - 1 | 2 - 1  |
| King Faisal Babies    | 2 - 3    | Santos Cape Town      | 1 - 1 | 1 - 2  |
| Lobi Stars FC         | 4 - 5    | Green Buffaloes       | 2 - 1 | 2 - 4  |
| Stella Club d'Adjamé  | 1 - 2    | Wydad AC              | 0 - 0 | 1 - 2  |
| Étoile de Guinée      | 1 - 2    | Enugu Rangers         | 0 - 0 | 1 - 2  |
| AS FAR                | 1e - 1   | Club Africain         | 0 - 0 | 1 - 1  |

## Tour intermédiaire
Les huit équipes qualifiées rencontrent les huit repêchés de la Ligue des champions (qui sont indiqués en italique). 
| Équipe 1              | Résultat      | Équipe 2              | Aller | Retour |
| --------------------- | ------------- | --------------------- | ----- | ------ |
| Asante Kotoko         | 3 - 1         | Wydad AC              | 2 - 0 | 1 - 1  |
| Orlando Pirates       | 4 - 2         | Sable de Batié        | 4 - 2 | -      |
| APR FC                | 1 - 3         | Enugu Rangers         | 1 - 0 | 0 - 3  |
| Cotonsport Garoua     | 4 - 1         | Green Buffaloes       | 3 - 0 | 1 - 1  |
| Petro Atlético Luanda | 1 - 0         | AS FAR                | 0 - 0 | 1 - 0  |
| Hearts of Oak         | 1 - 0         | AS Douanes            | 1 - 0 | 0 - 0  |
| Al Hilal Omdurman     | 1 - 1 3-0 tab | Liberty Professionals | 1 - 0 | 0 - 1  |
| Canon Yaoundé         | 1 - 3         | Santos Cape Town      | 1 - 1 | 0 - 2  |

## Phase de poules
Les huit formations qualifiées sont réparties en deux poules de quatre équipes, qui se rencontrent deux fois, à domicile et à l'extérieur. Le premier de chaque groupe se qualifie pour la finale.

### Groupe A
| Rang | Équipe                | Pts | J | G | N | P | Bp | Bc | Diff |  | Résultats (▼ dom., ► ext.) | Asa | Enu | Hil | Pet |
| ---- | --------------------- | --- | - | - | - | - | -- | -- | ---- |  | -------------------------- | --- | --- | --- | --- |
| 1    | Asante Kotoko         | 10  | 6 | 3 | 1 | 2 | 10 | 7  | +3   |  | Asante Kotoko              |     | 3-1 | 3-0 | 2-1 |
| 2    | Enugu Rangers         | 10  | 6 | 3 | 1 | 2 | 12 | 6  | +6   |  | Enugu Rangers              | 2-1 |     | 4-0 | 4-0 |
| 3    | Al Hilal Omdurman     | 9   | 6 | 3 | 0 | 3 | 6  | 11 | -5   |  | Al Hilal Omdurman          | 2-0 | 2-1 |     | 1-0 |
| 4    | Petro Atlético Luanda | 5   | 6 | 1 | 2 | 3 | 5  | 9  | -4   |  | Petro Atlético Luanda      | 1-1 | 0-0 | 3-1 |     |

### Groupe B
| Rang | Équipe            | Pts | J | G | N | P | Bp | Bc | Diff |  | Résultats (▼ dom., ► ext.) | Hea | Cot | Sab | San |
| ---- | ----------------- | --- | - | - | - | - | -- | -- | ---- |  | -------------------------- | --- | --- | --- | --- |
| 1    | Hearts of Oak     | 13  | 6 | 4 | 1 | 1 | 10 | 5  | +5   |  | Hearts of Oak              |     | 3-2 | 5-1 | 1-0 |
| 2    | Cotonsport Garoua | 11  | 6 | 3 | 2 | 1 | 9  | 3  | +6   |  | Cotonsport Garoua          | 0-0 |     | 1-0 | 4-0 |
| 3    | Sable de Batié    | 7   | 6 | 2 | 1 | 3 | 6  | 9  | -3   |  | Sable de Batié             | 2-0 | 0-0 |     | 3-2 |
| 4    | Santos Cape Town  | 3   | 6 | 1 | 0 | 5 | 3  | 11 | -8   |  | Santos Cape Town           | 0-1 | 0-2 | 1-0 |     |

## Finale
| Équipe 1      | Résultat      | Équipe 2      | Aller | Retour |
| ------------- | ------------- | ------------- | ----- | ------ |
| Hearts of Oak | 2 - 2 8-7 tab | Asante Kotoko | 1 - 1 | 1 - 1  |